# Alphonsa Giele
Alphonsa Giele SSpS (* 11. April 1888 in Schinkel; † 18. März 1943 in der Bismarcksee) war eine deutsche römisch-katholische Ordensfrau, Missionarin und Märtyrin.

## Leben
Maria Giele, Tochter eines Eisenbahners, wurde Haushaltsgehilfin. Am 15. Mai 1909 trat sie in Steyl in das Ordenshaus der Steyler Missionare und der Steyler Missionsschwestern ein und wurde am 8. Dezember unter dem Ordensnamen Alphonsa Novizin. Am 11. Juni 1911 legte sie die Ersten Gelübde ab. Noch im gleichen Jahr reiste sie vom 7. August bis zum 22. September mit 5 Mitschwestern in die Papua-Neuguinea-Mission nach Alexishafen. Dort legte sie am 13. Juli 1917 ihre Ewigen Gelübde ab und übernahm die Erziehung der 120 Hausmädchen. 1935 wurde sie Oberin der Missionsstation Boikin in der East Sepik Province. Nach der Besetzung von Papua-Neuguinea durch japanische Invasionstruppen 1942 wurde sie am 18. März 1943 zusammen mit Bischof Josef Lörks und zahlreichen weiteren Missionaren und Ordensschwestern auf dem Zerstörer Akikaze hingerichtet und ins Meer geworfen.

## Gedenken
Die Römisch-katholische Kirche in Deutschland hat Schwester Alphonsa Giele als Märtyrin in das deutsche Martyrologium des 20. Jahrhunderts aufgenommen.